# Pentose
Pentoser(C5H10O5<) er sukkerstoffer, der er bygget over fem kulstofatomer (græsk penta = "fem"). De inddeles i aldopentoser, der har en aldehydgruppe i 1. position, og ketopentoser, som har ketongruppen i 2. position.

## Aldopentoser
| D-Arabinose | D-Lyxose | D-Ribose | D-Xylose |
| L-Arabinose | L-Lyxose | L-Ribose | L-Xylose |

## Ketopentoser
| D-Ribulose | D-Xylulose |
| L-Ribulose | L-Xylulose |

Aldehyd- og keton-grupperne hos disse kulhydrater reagerer med hydroxylgrupper i samme molekyle. Derved dannes der henholdsvis hemiacetaler og hemiketaler, og molekylet lukkes som en ring.
Pentosen Ribose er et af grundelementerne i RNA, og det beslægtede stof, Deoxyribose indgår tilsvarende i DNA.